# 川端公園
川端公園，位於臺灣日治時期的臺北市水道町（舊稱林口，今中正區公館次分區），昭和13年（1938年）開園，是昭和7年（1932年）「臺北市區計畫」規劃之八號公園，總面積廣達59.9公頃，其中9.9公頃是原有的臺北競馬場和臺北市農園。

## 概要
因在川端橋頭而稱為川端公園，位於當時臺北州臺北市的水道町，而非同名之川端町。公園為現師大路、汀州路、思源路、新店溪所圍之區域，公園之設施有相撲場、釣魚場、划船場、棒球場、賽馬場（川端競馬場）等，被定位為兒童運動公園。戰後，原公園因遭戰火毀損殆盡而廢止:146，用地現為客家文化主題公園、古亭河濱公園、螢橋國中、台北市兵役局替代役中心、嘉禾新村、學人新村、三軍總醫院汀州院區、臺大水源校區等設施使用。